# 真剣で私に恋しなさい!
『真剣で私に恋しなさい!』（マジでわたしにこいしなさい!）は、2009年8月28日にみなとそふとより発売された日本のアダルトゲーム。通称“まじこい”（スタッフ公認）。シリーズ1作目の公式ロゴでは「！」は2つになっているが、商品名の記述では1つである。以降のシリーズは最初から「！」は1つしかない。
2012年には続編となる『真剣で私に恋しなさい!S』（以下まじこいS）が発売された。2013年にはダウンロード販売で『真剣で私に恋しなさい!A（アペンド）』シリーズが発売。
みなとそふとの第2作目として発表され、シナリオは第1作目『君が主で執事が俺で』と同じくタカヒロが務める。内容は武芸をたしなむヒロイン達に囲まれた恋愛アドベンチャーゲームとなっており、公式でのジャンル名は武士娘恋愛アドベンチャー。
2009年度の萌えゲーアワードでは大賞部門銀賞を受賞した。
2011年10月から12月までテレビアニメが放送された。
「まじこい」、「まじこいS」の売上本数はそれぞれ10万本以上。

## ゲーム内容
主人公を中心に描かれるストーリーを読み進めるマルチエンディング方式の恋愛アドベンチャーゲームとなっており、武道経験者のヒロインに囲まれた主人公の学園生活を進めていくのがゲームの目的。川神学園の2年生・直江大和を主人公に、直江が所属する友人グループを中心にしたドタバタコメディとしてストーリーは展開される。
ヒロインとして設定されているのは、超人的な戦闘力を持ち主人公の姉貴分の川神百代、百代の義理の妹であり同級生の川神一子、主人公にベタ惚れしている幼馴染の椎名京、新しく学園へ入ってきた下級生の黛由紀江、ドイツから留学してきた同級生のクリスティアーネ・フリードリヒの5名であり、5名とも友人グループに所属する。

### まじこい
ゲームの期間は2009年の4月から11月までとなっており、プレイヤーの選択肢の選び方によってストーリーは分岐し、様々なエンディングを迎える。
専用のエンディングを持つキャラクターはメインヒロインとして設定されている川神百代、川神一子、椎名京、クリスティアーネ・フリードリヒ、黛由紀江の5人のほか、風間翔一、島津岳人、師岡卓也、小笠原千花、甘粕真与、小島梅子の計11名。このほか、誰とも仲良くならないエンディングや、ヤドカリとのエンディングがある。
同作品が移植されたPS3 の『真剣で私に恋しなさい!!R』ではミニゲームとして4人打ち麻雀やカードゲーム「川神大戦」も収録されている。アスペクト比は4:3から16:9に変わるが、画像はスクロールできるようになっている。

### まじこいS
前作でのそれぞれのエンディングの後のストーリーを選択できるようになっている。ルートの選択はオープニングの後に行われ、各メインヒロインとのルートのほかに「誰とも恋仲になってない未来」があり、このルートを選ぶことで新たなヒロインとのストーリーへと進むことができる。
「誰とも恋仲にならなかった未来」では度を越した財力を持つ九鬼財閥が武士道プランという計画を実行した関係から、その関係者が大量に川神学園に転入するところから始まる。新たにヒロインとして追加されたのは九鬼財閥の末子・九鬼紋白と九鬼家とは関係なく突如として3年に転入してきた松永燕の2名。このほか前作では攻略できなかった不死川心、マルギッテ、板垣辰子がヒロイン扱いになっている。

### まじこいA
まじこいA(アペンド)は、S発売後、ユーザーから要望の多かったS新ヒロインとのその後や過去のシリーズで攻略対象になっていなかったキャラクターにフォーカスをあてた作品。

これまでと違い、ダウンロード販売という販売形態であるため、それぞれ2～3人のヒロインを攻略対象にしたA-1からA-5までの5本が販売されており、全5本が発売された後これらを一つにまとめたパッケージ版も発売された。

ルートの選択は前作Sと同じようにオープニング後に選ぶ形になっている。

各ヒロイン

A-1（発売中）：武蔵坊弁慶、忍足あずみ、黛沙也佳

A-2（発売中）：葉桜清楚、九鬼紋白（Sの後日談）、クッキー４is

A-3（発売中）：李、ステイシー、松永燕（Sの後日談）

A-4（発売中）：大友焔、林冲

A-5（発売中）：源義経、橘天衣、マルギッテ（Sの後日談）

Aパッケージ版（発売中）：1-5のヒロイン全て
Aプラスディスク（パッケージ版の初回特典）：最上旭、武松、猟犬部隊(主にテルマ)

A 猟犬ルートアフター：マルギッテ、フィーネ、リザ、ジークルーン、コジマ、テルマ

## 作中設定
世界設定は2000年代の架空の日本となっており、主な舞台は川神市（モデルは神奈川県川崎市）。川神市には主人公らが通う川神学園があり、学園の学長はヒロインの一人である川神百代の祖父、鉄心が務めている。鉄心は川神院という名高い寺院の総代でもあり、院は武術の鍛錬場所としても有名である。川神学園は鉄心の教育理念から変わった校風をしており、ユニークな行事・授業が特徴である。その中には合法的に生徒同士が行う決闘の制度があり、この決闘は学校側が認めればどんな形式で戦っても良い（一対一からチーム戦まで様々）。学内には特進クラスのSがあり、このSクラスは、成績が学年50位以下になると在籍できなくなるというエリート集団である。対して主人公の所属する2-Fは問題児だらけのろくでなし集団と呼ばれるクラスである。
また、川神学園には寮がいくつもあり、島津岳人の母・麗子が管理人を務める島津寮もその中の一つである。島津寮では直江大和、風間翔一、源忠勝、黛由紀江、椎名京、クリスの6名が生活しており、男子が1階、女子が2階を使用している。風呂場は元々別々だったが百代が壊したため男女とも一階の風呂を共用することになった。寮のすぐ後ろには島津家がある。この他、主人公らの友人グループ、通称「風間ファミリー」が定例的に集まる場所として廃ビルがある。中学時代にクラスがバラバラになった際に毎週金曜日に廃ビルに集まるようになっていた習慣が未だに続いているという設定。
なお、2007年にみなとそふとより発売された『君が主で執事が俺で』（以下きみある）と世界観を同じくしており、世界三大財閥として設定されている九鬼家も引き続き登場する。まじこいSでは九鬼家が歴史上の偉人達のクローンを使って人材難を克服しようという武士道プランを実行する。時系列はきみあるの2年後。

## 声の出演
担当声優は、PCゲーム版 / ドラマCD・アニメ版の順で表記。
- 直江大和 - なし / 神谷浩史
- 川神百代 - 神代岬 / 浅川悠
- 川神一子 - 青山ゆかり / 友永朱音
- 椎名京 - 海原エレナ / 氷青
- クリスティアーネ・フリードリヒ  - 三咲里奈 / 伊藤静
- 黛由紀江 - 九条信乃 / 後藤邑子
- 風間翔一 - 富士爆発 / 小西克幸
- 島津岳人 - ボブ松沼 / 草尾毅
- 師岡卓也 - 真狩千平 / 鈴村健一

その他の声優に関しては『真剣で私に恋しなさい!の登場人物』を参照。

## 開発の流れ
企画・シナリオはみなとそふとの前作『君が主で執事が俺で』と同じくタカヒロ。タカヒロは2006年に発売された『戦国ランス』でのヒロインの一人上杉謙信の人気を見て武士娘に確信を持ったと語っており、構想は2007年の春頃に固まっていたという。テーマの一つは聖域。
原画およびキャラクターデザインはwagiが担当している。wagiは2007年の冬からみなとそふとへ参加し、本作の開発が本格的に始まったのもこの頃である。ゲームエンジンには戯画のものを導入しており、『この青空に約束を―』などで使われたものと同じである。
2008年6月21日に公式サイトが開設された。なお、後にタカヒロは発表から発売まで一年以上掛かるとは思っていなかったと語っている。
みなとそふととしては初めてオープニングにアニメーションを使用しており、製作は2007年の秋ごろに行われた。アニメーション制作はつよきす Cool×Sweetを担当したスタジオ雲雀、ディレクションと絵コンテも同作で監督を務めた木村真一郎が担当している。 作画監督は後のアニメ版でキャラクターデザインを務める渡辺真由美。
主演声優陣は公式サイトでも豪華と謳っており、第1作に出演した声優は約50名。ゲーム中では主人公を除くキャラクターがフルボイスとなっている。さらに、まじこいSでは出演する声優は100人以上を予定している。
2009年8月28日に製品を発売。みなとそふととしては前作きみあるを超える予約数となり、8月のアダルトゲームの売上ランキングで1位を獲得した。
続編の『真剣で私に恋しなさい!S』は、2010年始の時点ではファンディスクのタイトルとして伝えられていたが、収録内容のボリュームが大きくなった事による開発期間の長期化から、続編という位置づけに変更され、2011年1月に公式が開設された。まじこいSでは作中の戦闘シーンにもアニメーションが使われるようになっている。
2011年10月8日にはPS3への移植版である『真剣で私に恋しなさい!!R』が発表された。Rには「Repeat」や「Return」の意味が込められている。開発を担当するみなとすてーしょんによると今までPlayStation 2の移植作ではハードのメモリが足りず256色でCGを表示してきたが、本作ではプラットフォームをPS3にしたことでフルカラーでの表示が可能になったという。解像度はPC版よりも大きくなっているが、PC版の開発時から素材は高解像度で作られていたとタカヒロは語っている。発売日は当初2012年2月23日に予定されていたが延期され、3月22日に変更された。
2013年1月18日に『真剣で私に恋しなさい!A-1』（武蔵坊弁慶、忍足あずみ、黛沙也佳）発売、2013年春に『真剣で私に恋しなさい!A-2』（葉桜清楚、九鬼紋白、クッキー4is）発売、2014年に『真剣で私に恋しなさい!A-3』（李、ステイシー、松永燕）発売、2014年に『真剣で私に恋しなさい!A-4』（大友焔、林冲）発売、2016年4月26日に『真剣で私に恋しなさい!A-5』（源義経、橘天衣、マルギッテ）発売。

## 音楽
- 音楽・音響効果：buzz free、まぁやん

無印主題歌
- OPテーマ『愛で斬るなら痛くな〜い！』
  - 歌：川神百代（神代岬）、川神一子（青山ゆかり）、椎名京（海原エレナ）、黛由紀江（九条信乃）、クリス（三咲里奈）
- EDテーマ：『茜空 〜それが僕らの世界だった〜』
  - 歌・作詞：KOTOKO、作曲・編曲：C.G mix（I've）
- EDテーマ：『冬花火』
  - 歌・作詞・作曲：氷青、編曲：谷上純三
- EDテーマ：『武士』
  - 歌・作詞・作曲：きただにひろし、編曲：鈴木マサキ。実質的には挿入歌として使われている。

S主題歌
- OPテーマ『めちゃ真剣SSS!』
  - 歌：美郷あき

R主題歌
Aシリーズ主題歌
- 各ヒロインのルートEDテーマはOP主題歌のヒロインソロVer。
- A-1 OP主題歌『恋のAは真剣勝負』
  - 歌：武蔵坊弁慶（本山美奈）、黛沙也佳（木村あやか）、忍足あずみ（マルコ）
- A-2 OP主題歌『恋のAは真剣勝負 Lv.A-2』
  - 歌：葉桜清楚・覇王（一色ヒカル）、九鬼紋白（杏子御津）、クッキー4IS（天井みかん）
- A-3 OP主題歌『恋のAは真剣勝負 Lv.A-3』
  - 歌：李静初（西岡真希）、ステイシー（神谷たたみ）、松永燕（桃山いおん）
- A-4 OP主題歌『恋のAは真剣勝負 Lv.A-4』
  - 歌：大友焔（大森春華）、林冲（五行なずな）
- A-5 OP主題歌『恋のAは真剣勝負 Lv.A-5』
  - 歌：源義経（奈取うさ）、マルギッテ（かわしまりの）、橘天衣（柚木かなめ）

## 商品展開
製品本体はDVD2枚組。2009年8月28日に発売されたのは初回版で、初回特典として本作の線画やラフ、人物・用語の解説などを収録した冊子『まじこいマテリアルブック』が同梱されていた。また予約特典には『まじこいソングコレクションCD』・『まじこいキャラクターシステムボイス集CD』が付いていた。
通常版は2009年10月30日から販売され、同日にはサウンドトラックも発売された。
『真剣で私に恋しなさい!S』は2012年1月27日に発売され、PS3版はみなとすてーしょんより3月22日に発売された。

### CD
みなとそふとよりサウンドトラック、ドラマCD、A-1からA-5のオープニングやエンディングなどを収録したボーカルCDが発売されている。

#### サウンドトラック
真剣で私に恋しなさい!Original Sound Track〜真剣演舞〜
2009年10月30日発売。ゲームでのBGMを収録したサウンドトラックCD（ボーカル曲を除く）。
真剣で私に恋しなさい!S 音楽集
2012年2月29日発売。
真剣で私に恋しなさい!A 音楽集
2016年12月22日発売。

#### ドラマCD
真剣で私に恋しなさい! ドラマCD Vol.1
2010年4月2日発売。8話のショートストーリーを収録したCDのほか、川神百代にスポットを当てたミニゲームが収録されている。
真剣で私に恋しなさい! ドラマCD Vol.2
2010年6月4日発売。7話のショートストーリーを収録したCDのほか、川神一子にスポットを当てたミニゲームが収録されている。初期生産版には収録トラックが1つ足りなく、みなとそふとはディスクの交換対応を行った。
真剣で私に恋しなさい! ドラマCD Vol.3
2010年8月6日発売。6話のショートストーリーを収録したCDのほか、椎名京にスポットを当てたミニゲームが収録されている。
真剣で私に恋しなさい! ドラマCD Vol.4
2010年10月1日発売。9話のショートストーリーを収録したCDのほか、クリスティアーネにスポットを当てたミニゲームが収録されている。
真剣で私に恋しなさい! ドラマCD Vol.5
2010年12月3日発売。10話のショートストーリーを収録したCDのほか、黛由紀江にスポットを当てたミニゲームが収録されている。

#### ボーカルCD
真剣で私に恋しなさい!A-1 ボーカルCD
2013年4月26日発売。
真剣で私に恋しなさい!A-2 ボーカルCD
2013年8月16日発売。
真剣で私に恋しなさい!A-3 ボーカルCD
2014年3月28日発売。
真剣で私に恋しなさい!A-4 ボーカルCD
2014年12月26日発売。
真剣で私に恋しなさい!A-5 ボーカルCD
2016年5月27日発売。

### 小説
一迅社文庫(一迅社)およびなごみ文庫(ハーヴェスト出版)より刊行されている。
- 一迅社文庫　
真剣で私に恋しなさい!
野山風一郎、著
  1. 2009年12月19日発売。ISBN 978-4-7580-4124-9
  2. 2010年4月20日発売。ISBN 978-4-7580-4148-5　
  3. 2010年8月20日発売。ISBN 978-4-7580-4175-1
  4. 2010年12月20日発売。ISBN 978-4-7580-4195-9
  5. 2011年4月20日発売。ISBN 978-4-7580-4221-5　
  6. 2011年8月20日発売。ISBN 978-4-7580-4253-6
  7. 2011年12月17日発売。ISBN 978-4-7580-4280-2

- 真剣で私に恋しなさい!S
野山風一郎、著
  1. 2012年4月20日発売。ISBN 978-4-7580-4320-5
  2. 2012年8月18日発売。ISBN 978-4-7580-4357-1
  3. 2012年12月20日発売。ISBN 978-4-7580-4390-8
  4. 2013年4月20日発売。ISBN 978-4-7580-4424-0
  5. 2013年8月20日発売。ISBN 978-4-7580-4473-8
  6. 2013年12月20日発売。ISBN 978-4-7580-4510-0
  7. 2014年4月19日発売。ISBN 978-4-7580-4545-2
  8. 2014年8月20日発売。ISBN 978-4-7580-4605-3

- なごみ文庫
真剣で私に恋しなさい! 短編集壱
八木れんたろー、糸井健一、遠野一樹、著
田嶋安恵、山根真人、板餅、挿絵
2010年5月1日発売。ISBN 978-4-434-14111-9
真剣で私に恋しなさい! 短編集弐
八木れんたろー、遠野一樹、歌鳥著
にの子、八重樫南、唐辛子ひでゆ、挿絵
2010年7月5日発売。ISBN 978-4-434-14112-6
真剣で私に恋しなさい! 短編集参
八木れんたろー、糸井健一、歌鳥、著
唐辛子ひでゆ、杜若つくね、来須眠、挿絵
2010年9月5日発売。ISBN 978-4-434-14811-8
真剣で私に恋しなさい! 短編集四
八木れんたろー、糸井健一、遠野一樹、著
ヤスイリオスケ、桐野霞、魚、挿絵
2010年11月5日発売。ISBN 978-4-434-14848-4

### 漫画
アンソロジーコミックが多数刊行された他、一般向け漫画が5つ、成人向け漫画が2つ、連載されている。

#### 一般向け
真剣で私に恋しなさい!
角川書店『月刊コンプエース』2010年7月号より2013年7月号まで連載。作画は犬江しんすけ。
1. 2010年10月26日発売。ISBN 978-4-04-715553-4
2. 2011年5月26日発売。ISBN 978-4-04-715706-4
3. 2011年11月24日発売。ISBN 978-4-04-120021-6
4. 2012年4月24日発売。ISBN 978-4-04-120214-2
5. 2012年11月17日発売。ISBN 978-4-04-120495-5
6. 2013年7月24日発売。ISBN 978-4-04-120793-2

真剣で私に恋しなさい! after party!!
アスキー・メディアワークス『電撃G's Festival! COMIC』Vol.12よりVol. 38まで連載。作画は多門結之。各ヒロインルート攻略後を描いている。
1. 2011年8月27日発売。ISBN 978-4-04-870838-8
2. 2012年5月26日発売。ISBN 978-4-04-886641-5
3. 2013年5月27日発売。ISBN 978-4-04-891666-0
4. 2014年3月27日発売。ISBN 978-4-04-866388-5
5. 2015年1月27日発売。ISBN 978-4-04-869193-2

真剣で私に恋しなさい! 亞仁女威鉄怒（あにめいてっど）
テレビアニメの開始に伴って角川書店『娘TYPE』2011年9月号より2012年3月号まで連載。作画はヤスイリオスケ。テレビアニメの内容にアレンジに加えた形になっている。
2012年2月23日発売。ISBN 978-4-04-120180-0
真剣で私に恋しなさい!S 松永燕編
角川書店『月刊コンプエース』2012年5月号より12月号まで連載。作画は皇ハマオ。
2012年11月17日発売。ISBN 978-4-04-120496-2
真剣で私に恋しなさい!S 九鬼紋白編
角川書店『月刊コンプエース』2013年3月号より2014年1月号まで連載。作画は皇ハマオ。
1. 2013年7月24日発売。ISBN 978-4-04-120794-9
2. 2013年12月26日発売。ISBN 978-4-04-120921-9

#### 成人向け
真剣で私に恋しなさい!S Adult Edition
富士美出版『BugBug』2014年10月号より2016年8月号まで連載。作画はやがみだい。単行本は新ヒロイン編が富士美出版、初代ヒロイン編がスコラマガジンより刊行。
1. 新ヒロイン編　2016年4月26日発売。ISBN 978-4-7995-0436-9
2. 初代ヒロイン編　2017年9月30日発売。ISBN 978-4-7995-0524-3

真剣で私に恋しなさい!A Adult Edition
富士美出版『BugBug』2016年10月号より2018年6月号まで連載。作画はやがみだい。単行本は辰巳出版より刊行。
1. SIDE-A　2019年8月8日発売 。ISBN 978-4-90-230783-2
2. SIDE-B　2019年8月8日発売 。ISBN 978-4-90-230784-9

#### アンソロジーコミック
真剣で私に恋しなさい! コミックアンソロジー
一迅社のDNAメディアコミックス刊。
1. 2009年11月25日発売。ISBN 978-4-7580-0525-8
2. 2010年2月25日発売。ISBN 978-4-7580-0537-1
3. 2010年5月25日発売。ISBN 978-4-7580-0553-1
4. 2010年7月24日発売。ISBN 978-4-7580-0569-2
5. 2010年9月24日発売。ISBN 978-4-7580-0590-6
6. 2011年1月25日発売。ISBN 978-4-7580-0609-5
7. 2011年10月25日発売。ISBN 978-4-7580-0661-3
8. 2012年1月25日発売。ISBN 978-4-7580-0672-9

マジキュー4コマ 真剣で私に恋しなさい!
エンターブレインのマジキューコミックス刊。
1. 2009年11月26日発売。ISBN 978-4-04-726121-1
2. 2010年1月29日発売。ISBN 978-4-04-726284-3
3. 2010年3月25日発売。ISBN 978-4-04-726403-8
4. 2010年5月24日発売。ISBN 978-4-04-726550-9
5. 2010年7月24日発売。ISBN 978-4-04-726660-5
6. 2010年9月25日発売。ISBN 978-4-04-726772-5
7. 2010年11月25日発売。ISBN 978-4-04-726881-4
8. 2011年1月29日発売。ISBN 978-4-04-727017-6
9. 2011年3月25日発売。ISBN 978-4-04-727160-9
10. 2011年5月25日発売。ISBN 978-4-04-727289-7
11. 2011年9月24日発売。ISBN 978-4-04-727533-1
12. 2011年11月25日発売。ISBN 978-4-04-727732-8
13. 2012年1月25日発売。ISBN 978-4-04-727804-2

真剣で私に恋しなさい! コミックアラカルト
角川書店（角川グループパブリッシング）の角川コミックス・エース刊。
2011年11月24日発売。ISBN 978-4-04-120022-3
マジキュー4コマ 真剣で私に恋しなさい!S
エンターブレインのマジキューコミックス刊。
1. 2012年3月24日発売。ISBN 978-4-04-727921-6
2. 2012年5月25日発売。ISBN 978-4-04-728074-8
3. 2012年7月25日発売。ISBN 978-4-04-728284-1
4. 2012年9月25日発売。ISBN 978-4-04-728366-4
5. 2012年11月24日発売。ISBN 978-4-04-728495-1
6. 2013年1月25日発売。ISBN 978-4-04-728646-7
7. 2013年3月25日発売。ISBN 978-4-04-728773-0

真剣で私に恋しなさい!S コミックアンソロジー
一迅社のDNAメディアコミックス刊。
1. 2012年4月25日発売。ISBN 978-4-7580-0687-3
2. 2012年6月25日発売。ISBN 978-4-7580-0697-2
3. 2012年8月25日発売。ISBN 978-4-7580-0714-6
4. 2012年12月25日発売。ISBN 978-4-7580-0731-3

真剣で私に恋しなさい! 4コマ傑作選
KADOKAWA（エンターブレインブランド）のマジキューコミックス刊。アンソロジーコミック『マジキュー4コマ 真剣で私に恋しなさい!』シリーズに掲載された塩子の作品集。
2014年10月25日発売。ISBN 978-4-04-730014-9

### ファンブック
真剣で私に恋しなさい! ビジュアルファンブック
エンターブレインのTECHGIAN STYLE刊。2010年4月2日発売。ISBN 978-4-04-726454-0
TECH GIAN スーパープレリュード 真剣で私に恋しなさい!S
エンターブレインのエンターブレインムック刊。2011年12月19日発売。ISBN 978-4-04-727779-3
真剣で私に恋しなさい!S ビジュアルファンブック
エンターブレインのTECHGIAN STYLE刊。2013年1月15日発売。ISBN 978-4-04-728678-8
真剣で私に恋しなさい!A ビジュアルファンブック
エンターブレインのTECHGIAN STYLE刊。2017年7月28日発売。ISBN 978-4-04-734734-2

### 携帯アプリ
携帯電話ゲームとして本作の麻雀アプリが禁断のギャルゲーより2010年の9月22日より配信されている。プレイヤーキャラクターは直江大和となっており川神百代、川神一子、椎名京、クリス、黛由紀江との対戦が可能。

### ソーシャルゲーム
真剣で私に恋しなさい!P
2014年3月29日から2015年7月31日までMobageで配信された。

## 評価
萌えゲーアワード2009では大賞部門で銀賞を取ったほか、シナリオ賞・主題歌賞で金賞、ユーザー支持賞で銀賞の評価を得ている。みなとそふとの前作・『君が主で執事が俺で』よりも定価が上がりながらもユーザーからの支持を集めた結果となったが、このことについてBugBug編集長・大澤は価格が上がってもボリュームがあれば評価するユーザーのトレンドをしっかりと掴んだ結果だと評した。シナリオに関してはテンポよい掛け合いや、小ネタの多さが秀逸だとパソコンパラダイス編集長・西平から評されている。

## ラジオ
インターネットラジオにおいては『潮風放送局〜みなとSTATIONらじお〜君が主で執事が俺で編〜』にて、本作を紹介するコーナー「LOVEかわかみ」が第33回から第47回まで放送された。2010年4月2日からは『潮風放送局〜みなとSTATIONらじお〜風間ファミリー編〜』が放送されている。

## テレビアニメ
テレビアニメ化の発表は2011年1月に行われ、同年10月から12月までAT-X、独立局、ニコニコ動画で『真剣で私に恋しなさい!!』のタイトルで放送された。全12話。北米においては『Majikoi - Oh! Samurai Girls!』のタイトルで発売された。
物語はエピソードは話数の制約上、風間ファミリーが出来上がるまでの過程は省略されており、原作をなぞるのではなくヒロイン全員が主人公にそれなりの好意を向けている（京は原作通りだが）状態からの開始となっている。プロデュースを担当するジェンコの森尻和明は、「原作に対するifルートと思えるような感じで視聴者には楽しんでほしい」と語っている。

### スタッフ
- 原作 - みなとそふと
- 監督 - 元永慶太郎
- シリーズ構成・脚本 - 高山カツヒコ
- キャラクターデザイン・総作画監督 - 渡辺真由美
- アクション作画監督 - もりやまゆうじ、アミサキリョウコ
- プロップデザイン・筆文字デザイン - 岩畑剛一
- 美術監督 - 伊藤弘
- 美術設定 - 綱頭瑛子
- 色彩設計 - 竹川美緒
- 撮影監督 - 塩見和欣
- 編集 - 坂本雅紀
- 音楽 - 中西亮輔
- 音楽プロデューサー - 小池克実
- 音響監督 - えびなやすのり
- プロデューサー - 石原良一、大城博章、橋本武志、畠山拓郎、福田順
- 制作プロデューサー - 山崎成人
- アニメーション制作 - ラルケ
- プロデュース - ジェンコ
- 製作 - まじこい製作委員会（ポニーキャニオン、ティー・オーエンタテインメント、クロックワークス、ランティス、エー・ティー・エックス、ジェンコ）

### 主題歌
オープニングテーマ「U-n-d-e-r--STANDING!」（第2話 - 第11話）
作詞 - 畑亜貴 / 作曲・編曲 - 宮崎誠 / 歌 - SV TRIBE（美郷あき+遠藤正明+きただにひろし）
第1話ではエンディングテーマ、第12話では挿入歌として使用された。
エンディングテーマ「君の真剣をちょうだい」
作詞 - こだまさおり / 作曲・編曲 - 高田暁 / 歌 - 川神百代（浅川悠）、川神一子（友永朱音）、椎名京（氷青）、クリス（伊藤静）、黛由紀江（後藤邑子）

### 各話リスト
| 話数   | サブタイトル                       | 絵コンテ       | 演出       | 作画監督                                                            |
| ------ | ---------------------------------- | -------------- | ---------- | ------------------------------------------------------------------- |
| 第1話  | 真剣で私にかかってきなさい!!       | 元永慶太郎     | 元永慶太郎 | 竹上貴雄、杉本功                                                    |
| 第2話  | 真剣で任務を完了しなさい!!         | 元永慶太郎     | 元永慶太郎 | 渡辺真由美                                                          |
| 第3話  | 真剣で私に萌えなさい!!             | 則座誠         | 則座誠     | 廣瀬智仁、内原茂                                                    |
| 第4話  | 真剣で私と語りなさい!!             | こでらかつゆき | 小林公二   | 樋口博美                                                            |
| 第5話  | 真剣で私に怒りなさい!!             | 小林孝志       | 小林孝志   | 内原茂、樋口博美                                                    |
| 第6話  | 真剣で私とかつぎなさい!!           | 元永慶太郎     | 元永慶太郎 | 小川エリ、内原茂、アミサキリョウコ                                  |
| 第7話  | 真剣で私につきあいなさい!!         | 小林孝志       | 小林孝志   | 樋口博美、柳瀬雄之、大河原晴男                                      |
| 第8話  | 真剣で事情を説明しなさい!!         | 元永慶太郎     | 元永慶太郎 | 徳田夢之介、津幡佳明                                                |
| 第9話  | 真剣で私にカミングアウトしなさい!! | こでらかつゆき | 則座誠     | 樋口博美、内原茂                                                    |
| 第10話 | 真剣で私とぶつかりなさい!!         | 小林孝志       | 小林孝志   | 鎌田祐輔、廣瀬智仁、渡辺真由美                                      |
| 第11話 | 真剣で私と出撃しなさい!!           | 元永慶太郎     | 小林公二   | 樋口博美、内原茂                                                    |
| 最終話 | 真剣で私に恋しなさい!!             | 元永慶太郎     | 元永慶太郎 | 廣瀬智仁、アミサキリョウコ、鎌田祐輔 安形佳己、竹上貴雄、渡辺真由美 |

### 放送局
みなとそふとの前作『君が主で執事が俺で』に続き、神奈川県を放送地域とするtvkが最速放送を行った。
放送局公表の際、当初は中京圏において、とある局での放送は考査の結果断られたことを明らかにしていたが、後に追加されている。
| 放送地域 | 放送局       | 放送期間                  | 放送日時           | 放送系列           | 備考                                                 |
| -------- | ------------ | ------------------------- | ------------------ | ------------------ | ---------------------------------------------------- |
| 神奈川県 | tvk          | 2011年10月1日 - 12月17日  | 土曜 25:00 - 25:30 | 独立局             |                                                      |
| 日本全域 | AT-X         | 2011年10月3日 - 12月19日  | 月曜 11:00 - 11:30 | CS放送             | 製作委員会参加 リピート放送あり                      |
| 東京都   | TOKYO MX     | 2011年10月3日 - 12月19日  | 月曜 26:30 - 27:00 | 独立局             |                                                      |
| 千葉県   | チバテレ     | 2011年10月4日 - 12月20日  | 火曜 25:30 - 26:00 | 独立局             |                                                      |
| 岐阜県   | ぎふチャン   | 2011年10月5日 - 12月21日  | 水曜 25:45 - 26:15 | 独立局             |                                                      |
| 三重県   | 三重テレビ   | 2011年10月5日 - 12月21日  | 水曜 27:00 - 27:30 | 独立局             |                                                      |
| 京都府   | KBS京都      | 2011年10月7日 - 12月23日  | 金曜 25:00 - 25:30 | 独立局             |                                                      |
| 兵庫県   | サンテレビ   | 2011年10月7日 - 12月23日  | 金曜 26:15 - 26:45 | 独立局             |                                                      |
| 日本全域 | ニコニコ動画 | 2011年10月8日 - 12月24日  | 土曜 23:30更新     | インターネット配信 | 第1話と最新話は会員無料配信 バックナンバーは有料配信 |
| 日本全域 | ShowTime     | 2011年10月12日 - 12月26日 | 水曜 12:00更新     | インターネット配信 | 第1話と最新話は会員無料配信 バックナンバーは有料配信 |

### 今週の金曜集会
放送終了後、公式サイトで配信されるその週に放送されたエピソードを振り返るボイスドラマ。シナリオはタカヒロが担当している。
| #      | 配信日         | 出演                                                    |
| ------ | -------------- | ------------------------------------------------------- |
| 第1話  | 2011年10月3日  | 川神一子、風間翔一、直江大和                            |
| 第2話  | 2011年10月11日 | 川神一子、風間翔一、直江大和                            |
| 第3話  | 2011年10月17日 | 椎名京、師岡卓也、島津岳人                              |
| 第4話  | 2011年10月24日 | 椎名京、師岡卓也、島津岳人                              |
| 第5話  | 2011年10月31日 | 川神百代、クリスティアーネ・フリードリヒ、黛由紀江&松風 |
| 第6話  | 2011年11月7日  | 川神百代、クリスティアーネ・フリードリヒ、黛由紀江&松風 |
| 第7話  | 2011年11月14日 | 椎名京、クリスティアーネ・フリードリヒ、風間翔一        |
| 第8話  | 2011年11月21日 | 椎名京、クリスティアーネ・フリードリヒ、風間翔一        |
| 第9話  | 2011年11月28日 | 川神一子、黛由紀江&松風、師岡卓也                       |
| 第10話 | 2011年12月5日  | 川神一子、黛由紀江&松風、師岡卓也                       |
| 第11話 | 2011年12月12日 | 直江大和、島津岳人、川神百代                            |
| 第12話 | 2011年12月19日 | 直江大和、島津岳人、川神百代                            |

### 映像ソフト
2011年11月25日から2012年4月18日にかけて、DVDとBlu-rayがそれぞれ月に1巻ずつ発売された。
2013年7月17日にはBD-BOXが発売された。

### CD（アニメ）
ゲーム関連のCDは、商品展開の#CDの節を参照。
U-n-d-e-r--STANDING!
2011年10月26日発売。オープニング・テーマ「U-n-d-e-r--STANDING!」や「TRIBELIEVE」と、これらのオフボーカル曲を収録したを収録したシングルCD 。
君の真剣をちょうだい
2011年11月9日発売。エンディング・テーマ「君の真剣をちょうだい」や「痛快☆青春ファイター」と、これらのオフボーカル曲を収録したを収録したシングルCD 。
真剣で私に恋しなさい! キャラクターソングシングル
2011年4月27日発売。2010年に発表したドラマCDの主題歌「だって真剣恋だもん!」や、「愛で斬るなら痛くな～い!」のアニメキャスト・ヴァージョンと、これらのインストゥルメンタル曲を収録したシングルCD 。
TVアニメ 真剣で私に恋しなさい!! キャラクターソングアルバム
2011年12月7日発売。キャラクターソング12曲収録のアルバムCD。
TVアニメ 真剣で私に恋しなさい!! オリジナルサウンドトラック
2011年12月21日発売。